# Forstgeschichte
Forstgeschichte ist der Zweig der Forstwissenschaften, der sich mit den geschichtlichen Beziehungen zwischen Wald und menschlicher Gesellschaft befasst.
Im Gegensatz dazu befasst sich die Waldgeschichte mit Entstehung und Wandel des von menschlichem Einwirken nicht betroffenen Waldes in ur- und vorgeschichtlicher Zeit.
Sobald der Mensch im Lauf der Geschichte beginnt, den Wald in seiner Ausdehnung und Zusammensetzung nach Baumarten zu verändern, ergibt sich ein relativ breites Überschneidungsgebiet von Wald- und Forstgeschichte.
Schließlich ist in geschichtlicher Zeit nicht nur die Veränderung der Wälder nach Ausdehnung und Zusammensetzung, sondern auch die geschichtliche Entwicklung von
- Waldbesitz,
- Waldnutzung,
- Forstgesetzgebung und
- Forstverwaltung

Gegenstand der Forstgeschichte.